# Ochthebius minervius
Ochthebius minervius es una especie de escarabajo del género Ochthebius, familia Hydraenidae. Fue descrita científicamente por Orchymont en 1940.
Se distribuye por Francia, en la isla mediterránea de Córcega. Mide 1,5 milímetros de longitud y su edeago.